# Ambassade d'Algérie en Namibie
L'ambassade d'Algérie en Namibie est la représentation diplomatique de l'Algérie au Namibie, qui se trouve à Windhoek, la capitale du pays.

## Ambassadeurs d'Algérie en Namibie
- Sid Ali Abdelbari
- Seddik Saoudi